# Dog Head 218
Dog Head 218 est une réserve indienne de la Première Nation crie de Mikisew située en Alberta au Canada.

## Géographie
Dog Head 218 est située dans Fort Chipewyan en Alberta. La réserve couvre une superficie de 34,8 hectares.

## Démographie
Selon le Recensement du Canada de 2011 de Statistiques Canada, Dog Head 218 a une population de 111 habitants. 52 % de la population a une langue autochtone pour langue maternelle et 43 % a l'anglais. 95,6 % de la population connait l'anglais, le reste ne maitrise aucune des deux langues officielles du Canada. 82,6 % utilise l'anglais à la maison tandis que 17,4 % utilise le cri.
| Année | Population |
| ----- | ---------- |
| 1996  | 115        |
| 2001  | 093        |
| 2006  | 091        |
| 2011  | 111        |
| 2021  | 85         |